# Entorse
Entorse é a perda momentânea da congruência articular, cápsula articular e/ou ligamento de uma articulação. Também pode ser definida como uma lesão traumática de uma articulação, com alongamento, arrancamento ou ruptura de um ou mais ligamentos, sem deslocamento das superfícies articulares.

## Tipos de entorse
A gravidade da lesão ligamentar é classificada de diversas maneiras; contudo o sistema mais usado são três graus:
- Entorse de grau I: Ocorre estiramento ou uma pequena ruptura das fibras ligamentares com pouca ou nenhuma instabilidade articular. Pode apresentar dor leve, pouco [edema]e rigidez articular mínima.

- Entorse de grau II: Ocorre alguma rotura e separação das fibras ligamentares e instabilidade moderada da articulação. Pode-se esperar dor moderada a forte, edema e rigidez muscular.

- Entorse de grau III: Ocorre rompimento total e separação das fibras ligamentares e grande instabilidade da articulação. Pode-se esperar dor forte, edema, hematoma e rigidez muscular.

## Sinais e sintomas
- A dor na articulação é gradual ou imediata.
- Edema articular.
- Verifica-se imediata ou gradualmente uma incapacidade para mexer a articulação (perda de função).

O tratamento consiste em imobilidade absoluta do local e aplicação de compressas frias e bolsas de gelo durante as primeiras 24 horas e após esse feito poderá ser necessário a realização de Fisioterapia. Os casos mais graves podem necessitar de imobilização com bandagens ou gesso.

## Entorse do tornozelo
O mecanismo mais comum da entorse de tornozelo é o trauma em inversão do pé. É uma lesão que causa estiramento ou ruptura de um ou mais ligamentos da articulação do tornozelo, principalmente a face lateral do tornozelo.

### Como ocorre?
A maneira mais comum de ocorrer a lesão é "virar o pé para dentro" (em termos médicos, trauma em inversão do pé). Geralmente observa-se inchaço no tornozelo, que ocorre somente na face lateral nas entorses leves ou difusamente nas entorses graves. Acompanhando inchaço pode ocorrer um hematoma (depois de 24h ou 48h da entorse) na face lateral do pé e tornozelo.

### Tratamentos
O tratamento das entorses de tornozelo é direcionado de acordo com a lesão apresentada. Entretanto, na fase aguda, é interessante realizar o protocolo abaixo:
- Repouso: fazer movimentos apenas para as necessidades básicas diárias e evitar longas caminhada;
- Elevação: elevar o membro afetado, colocando-o sobre um apoio, quando sentado e sobre um ou dois travesseiros, quando deitado;
- Gelo: compressas devem ser realizadas na face anterior do tornozelo - a parte da frente - por 20 minutos, quatro vezes por dia. Deve-se envolver a bolsa de gelo com uma toalha para proteger a pele do frio excessivo;
- Órtese: usar talas imobilizadoras ou imobilizações gessadas, conforme orientação médica. A órtese deve ser usada 24 horas por dia, retirando-as somente para a realização da compressa de gelo e para o banho;
- Medicações: podem ser prescritos analgésicos e anti-inflamatórios, que devem ser utilizados conforme orientação médica.
- Exames complementares: dependendo do tipo da lesão o médico pode, após realizar o exame físico do tornozelo, solicitar uma ressonância magnética. Esse exame deve, preferencialmente, ser realizado de forma ambulatorial. Não há indicação da realização do exame no atendimento inicial do paciente que ocorre no pronto atendimento.
- Fisioterapia motora: é indicada para proporcionar uma reabilitação adequada e o retorno às atividades normais do paciente.

### Sinais de alerta
Se surgir vermelhidão, inchaço, dor que não cede com as medicações ou perda de sensibilidade do membro afetado, o paciente deve procurar o Pronto Atendimento para nova avaliação.
O tempo de cicatrização varia conforme o grau da entorse.
Para melhor acompanhamento da lesão, após a consulta no Pronto Atendimento, deve-se agendar retorno com seu médico particular, levar os exames solicitados e realizar o acompanhamento ambulatorial. Essa nova avaliação deve ser feita em aproximadamente uma semana.

## Entorse do joelho
A entorse do joelho é provocada por excessiva distensão das estruturas que garantem a estabilidade da articulação – ligamentos, por exemplo –, originada por movimentos bruscos ou traumatismos. O trauma mais comum que causa a lesão é a torção com trauma na face externa do joelho, levando ao estiramento do ligamento colateral medial (LCM), localizado na face interna do joelho. Este ligamento geralmente cicatriza sem necessidade de intervenção cirúrgica.
Outras lesões comumente associadas à entorse do joelho são a do menisco medial e a do ligamento cruzado anterior (LCA).

### Como ocorre?
Geralmente relacionada à prática esportiva. A gravidade da lesão depende da maneira como o indivíduo torce o joelho. Após um ou dois dias do trauma, podem aparecer hematomas que muitas vezes se estendem até o tornozelo.

### Quais os tratamentos?
O tratamento das entorses do joelho é direcionado de acordo com a lesão apresentada. Para melhor acompanhamento da lesão, após a consulta no Pronto Atendimento, deve-se agendar retorno com seu médico particular, levar os exames solicitados e realizar o acompanhamento conforme sua orientação, em ambulatório. Essa nova avaliação deve ser feita em aproximadamente uma semana. O tempo de cicatrização varia conforme o grau da entorse.

### Como colaborar com o tratamento?
Na fase aguda – de acordo com a avaliação e orientação médica - é interessante seguir as recomendações:
- Proteja o membro acometido: é importante diminuir ou deixar de fazer esforço com a perna acometida, utilizando muletas, bengala ou andador.
- Fique em repouso: quanto mais tempo em repouso, melhor. Faça movimentos apenas para as necessidades básicas diárias e evite caminhadas.
- Mantenha o apoio adequado: eleve a perna afetada, colocando-a sobre um apoio – como almofada ou travesseiro, por exemplo - quando sentado e sobre um ou dois travesseiros, quando deitado.
- Use compressas de gelo: as compressas devem ser realizadas na parte da frente do joelho, a chamada face anterior, por 20 minutos, quatro vezes por dia. Deve-se envolver a bolsa de gelo com uma toalha para proteger a pele do frio excessivo.
- Siga as orientações médicas: de acordo com o caso, algumas medidas especiais podem ser tomadas:
  -  Órteses: a necessidade do uso de talas imobilizadoras será orientada pelo médico, quando necessário.
  -  Medicações: podem ser prescritos analgésicos e anti-inflamatórios, que devem ser utilizados conforme orientação médica.
  -  Exames complementares: dependendo do tipo da lesão o médico pode, após o exame físico do joelho, solicitar uma ressonância magnética. Esse exame deve, preferencialmente, ser realizado depois do primeiro atendimento, com dia e horário marcados. Não há indicação da realização do exame no atendimento inicial do paciente.

Caso surjam vermelhidão, inchaço, dor que não cede com as medicações ou perda de sensibilidade do membro afetado, procurar o Pronto Atendimento para nova avaliação.